# Луна 23
Луна 23 е апарат, изстрелян от СССР по програмата Луна с цел изследване на Луната.
Основната цел на мисията е доставяне на образец от лунната почва обратно на Земята, като конструкцията на апарата позволява доставянето на образец от дълбочина 2,5 m за разлика от 0,3 m при Луна 16 и Луна 20.
Апаратът е ускорен към Луната на 28 октомври от паркова околоземна орбита.
Осъществена е една корекция на курса и на 2 ноември 1974 г. той влиза в орбита около Луната.
Първоначалната орбита е с параметри 104 x 94 km и инклинация 138°.
Извършени са корекции на орбитата и апаратът каца на повърхността на 6 ноември в областта Маре Крисиум (Mare Crisium) с координати 13° с. ш. и 62° и. д.
По време на кацането механичната ръка на апарата е повредена и не е доставен образец от лунната почва.
Все пак е проведена ограничена програма от изследвания, преди контактът с апарата да бъде изгубен на 9 ноември 1974 г.